# Doris Pecher
Doris Pecher (* 20. September 1966 in Köln) ist eine ehemalige deutsche Wasserspringerin. Sie war mehrfache deutsche Meisterin im Kunst- und Turmspringen.

## Karriere
Die sportliche Karriere von Doris Pecher begann zunächst beim SV Rhenania Köln, sie wechselte aber später zum SV Neptun Aachen 1910. Dort ist sie noch heute als Physiotherapeutin für den Olympiastützpunkt Köln-Bonn-Leverkusen, zu dem auch Aachen gehört, tätig. Seit 1997 ist Doris Pecher beim Nationalen Olympischen Komitee (NOK) als gewähltes Mitglied in der Arbeitsgruppe Personalentwicklung mit Schwerpunkt Frauen im Sport aktiv.

## Sportliche Erfolge
In ihrer aktiven Zeit errang sie folgende Titel.

### Deutsche-Hallen-Meisterschaften
- Kunstspringen 1-Meter-Brett:
  - 1988: 1. Platz
  - 1989 und 1990: 2. Platz
  - 1993: 3. Platz

- Kunstspringen 3-Meter-Brett:
  - 1987, 1989 und 1990:  1. Platz;
  - 1988: 2. Platz

- Turmspringen:
  - 1987, 1988 und 1989:  1. Platz
  - 1990 und 1992:  2. Platz
  - 1993 und 1995:  3. Platz

- Kombination:
  - 1987, 1988, 1989 und 1990: 1. Platz
  - 1991, 1992 und 1993: 2. Platz

### Deutsche Meisterschaften
- Kunstspringen 3-Meter-Brett:
  - 1985, 1987 1988 und 1989: 1. Platz

- Turmspringen:
  - 1987, 1988, 1989 und 1992: 1. Platz

- Kombination:
  - 1989, 1991, 1992, 1995 und 1996: 1. Platz

### Internationale Wettbewerbe
- gaygames 2010 (Köln)
- gaygames 2018 (Paris)

- Kunstspringen, Frauen (40J-50J): 1. Platz
- Turmspringen, Frauen (40J-50J): 1. Platz

Weiterhin war Doris Pecher Olympia- und Universiadeteilnehmerin im Wasserspringen. Bei den Olympischen Spielen 1988 in Seoul belegte sie von der 10-Meter-Plattform den 19. Platz. Bei Europameisterschaften konnte sie gute Finalplatzierungen erreichen.